# Hannoverscher Kurier

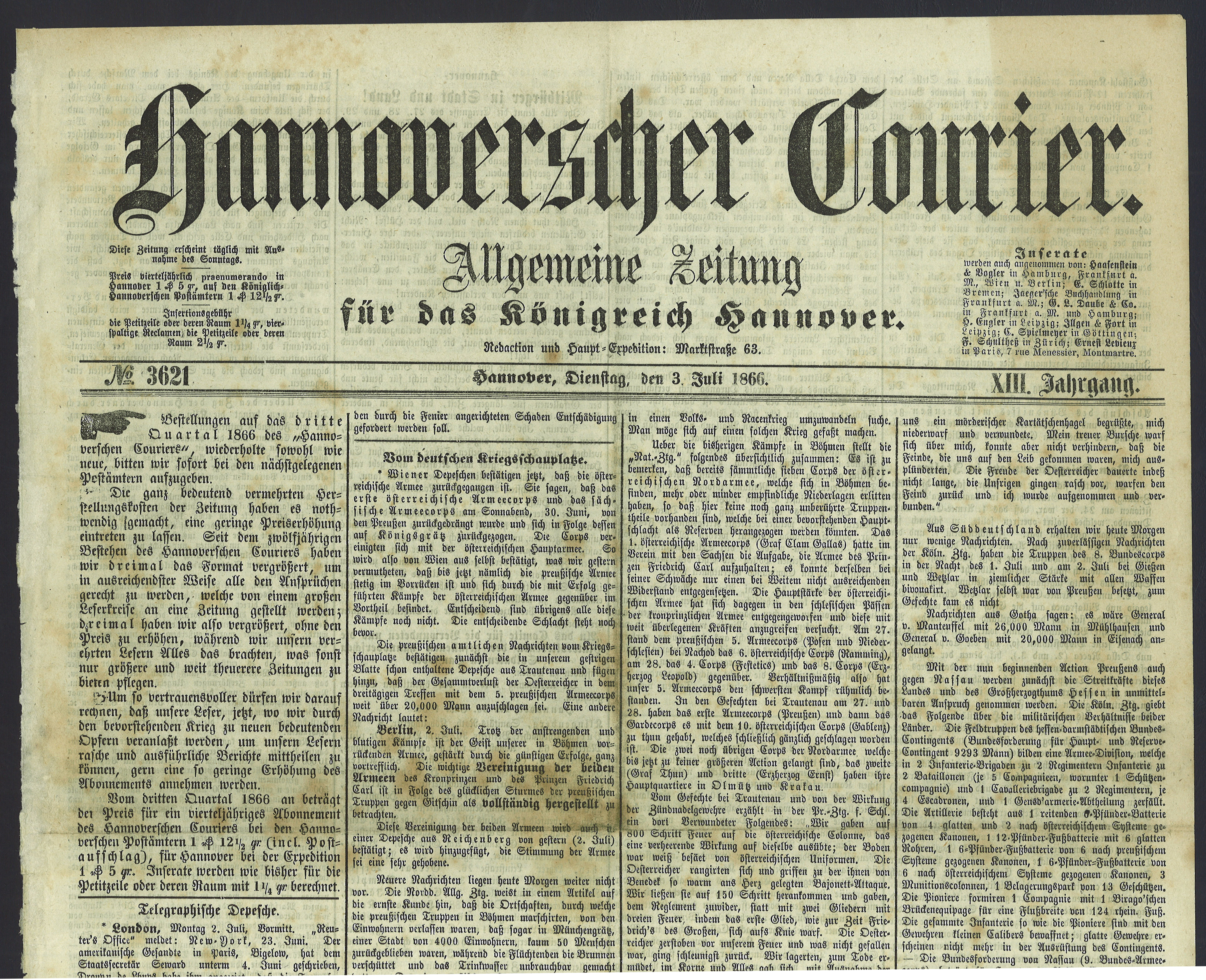
3. Juli 1866: Der Hannoversche Courier, noch für das Königreich Hannover, wenige Tage nach der Schlacht bei Langensalza und der Kapitulation gegenüber Preußen

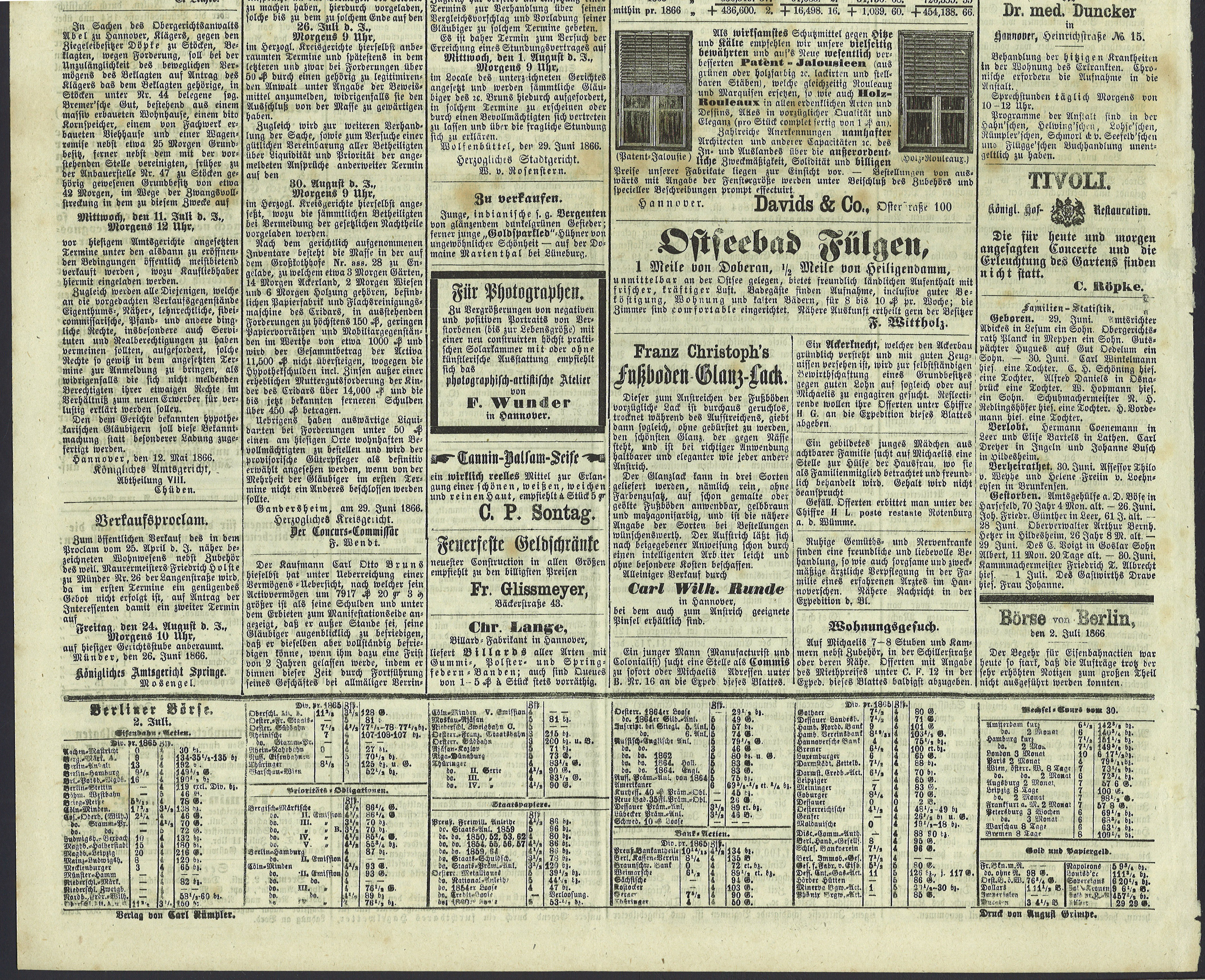
Dieselbe Zeitung, Seite 4: Das „photographisch-artistische Atelier“ von Friedrich Wunder, Hannovers erstem Fotograf, offeriert „Portraits von Verstorbenen“.

Der Hannoversche Kurier (bis 15. August 1914: Hannoverscher Courier) (HK bzw. HC) war eine in Hannover seit Mitte des 19. Jahrhunderts produzierte Zeitung, die als Titel bis zum Ende des Zweiten Weltkrieges bestand.

## Geschichte
Die erste Ausgabe des von Carl Rümpler und dem dann als Chefredakteur tätigen Adolf zum Berge 1854 gegründeten Hannoverschen Couriers erschien am 6. September 1854.
Der Hannoversche Courier gab später als Gründungsjahr das Jahr 1849 an. Das beruht darauf, dass vom Verlag Gebrüder Jänecke ab 1849 die Zeitung für Norddeutschland herausgegeben wurde, die mit den im selben Verlag gedruckten Zeitungen Neue Hannoversche Anzeigen (gegründet 1863) und dem Hannoverschen Courier erst 1872 zur Tageszeitung Hannoverscher Courier zusammengelegt wurde.
Zum 1. April 1891 wurde Otto Kuntzemüller, der zuvor das Chemnitzer Tageblatt geleitet hatte, als „politischer Mitredakteur und stellvertretender Chefredakteur in die Redaktion“ des Hannoverschen Couriers aufgenommen. Er gab 1899 die Festschrift zum 50-jährigen Jubiläum heraus.

Ganzseitige Anzeige im Jugendstil in der Illustrirten Zeitung Nr. 3538 vom 20. April 1911, unten links die Künstlersignatur AS

1893 betrug die Auflage 14.000 Exemplare. Ein Jahr darauf gingen 1894 auch die Hannoverschen Neuesten Nachrichten (gegründet 1888) im Hannoverschen Courier auf. Der HC entwickelte sich zum Sprachrohr der Nationalliberalen Partei und beschäftigte ab 1903 Karl Anlauf als Redakteur für Kultur.
Wenige Wochen nach dem Beginn des Ersten Weltkriegs wurde der Courier am 16. August 1914 umbenannt in Hannoverscher Kurier.

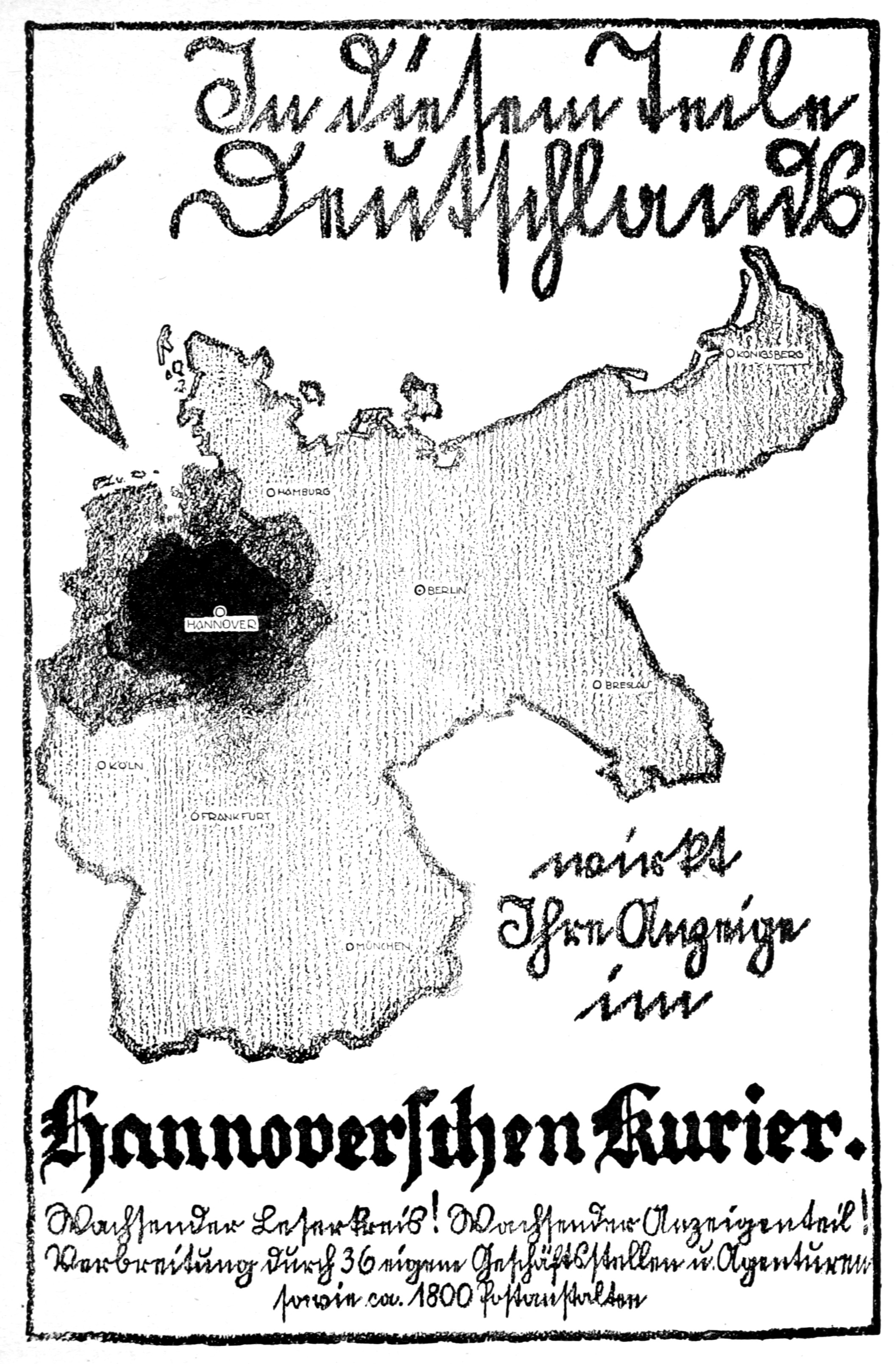
„In diesem Teile Deutschlands wirkt Ihre Anzeige im Hannoverschen Kurier“, wirbt die Image-Werbung im Verbandsorgan „Der Zeitungs-Verlag“ im Januar 1925. Der Pfeil deutet auf den Großraum Hannover bis ins Bremische und nach Westfalen sowie auf einen äußeren Ring, der im Westen an die Nordseeküste, Emsland und Münsterland reicht, im Osten an Heide, in die Magdeburger Börde und Thüringen. Die ganzseitige Annonce hebt sich von anderen ab, weil sie komplett von Hand gezeichnet und geschrieben ist.

1922 gründete Walther Jänecke die Dr. Walther Jänecke KG, die einen Höhepunkt erlebte mit dem Bau und der Einweihung des sogenannten Kurierhauses 1927 in der Georgstraße (heutige Hausnummer: 52). Die KG musste jedoch im Juni 1933 Konkurs anmelden, nachdem der Versuch einer Umwandlung in eine GmbH gescheitert war. Der HK selbst war vom Konkurs nicht betroffen, geriet dann aber ins „Fahrwasser“ der Niedersächsischen Tageszeitung, deren Redaktion im Juli 1934 in das „Kurierhaus“ einzog. Wirtschaftsredakteur des „Hannoverschen Kuriers“ war in dieser Zeit der frühere Leiter des Kriegspresseamtes (im Großen Generalstab) und Publizist Paul Stotten.
Nachdem die Auflagenhöhe des Hannoverschen Kuriers zwischen Januar 1934 und Oktober 1938 von 26.800 auf 18.000 Exemplare gesunken war, wurde er vermutlich 1938 durch die nationalsozialistische Auffanggesellschaft Herold-Verlags-GmbH übernommen.
Der HK fusionierte am 11. Oktober 1941 mit dem Hannoverschen Tageblatt, beide zusammen ab 1. September 1944 mit der Hannoverschen Zeitung (die 1943 aus der Fusion von Hannoverscher Anzeiger und Niedersächsische Tageszeitung (NTZ) hervorgegangen war): Die verbleibende Zeitung führte bis zum Ende des Zweiten Weltkriegs neben dem Namen des Hannoverschen Anzeigers und der NTZ auch den HK im Untertitel.
Quasi als Nachfolgeblatt erschien ab dem 29. Mai 1945 der Neue Hannoversche Kurier, ein von den britischen Besatzungsbehörden für die deutsche Zivilbevölkerung herausgegebenes Nachrichtenblatt.
Seit 2020 erfolgt die Digitalisierung des Hannoverschen Kuriers in einem gemeinsamen Projekt der Niedersächsischen Landesbibliothek und der Deutschen Forschungsgemeinschaft.

## Auflagenhöhen
- 1893: 14.000[2]
- 1932: etwa 50.000 bis 60.000[2]
- 1934: 26.800[2]
- 1938: 18.000[2]

## Bekannte Mitarbeiter
- Karl Anlauf, Feuilleton-Redakteur
- Adolf zum Berge, Chefredakteur
- Ernst Brauweiler, Chefredakteur
- Josef Buchhorn, Politikredakteur, Leiter des Berliner Hauptstadtbüros
- Konrad Deichl, Theaterkritiker
- Fritz Hartmann, leitender Redakteur
- Kurt Ihlefeld, Korrespondent in Paris (zugleich für Girardet-Zeitungen)
- Richard Jacobi, Chefredakteur
- Walther Jänecke, Verleger
- Otto Kuntzemüller, stellvertretender Chefredakteur und Politikchef
- Carl Rümpler, Verleger
- C. Robert Sonntag, Redakteur
- Paul Stotten, Wirtschaftsredakteur
- Paul Vaith, Handelsredakteur
- Dr. Bruno Wagener, Feuilleton